# Đường cao tốc Quy Nhơn – Chí Thạnh
Đường cao tốc Quy Nhơn – Chí Thạnh (ký hiệu toàn tuyến là CT.01) là một đoạn đường cao tốc thuộc hệ thống đường cao tốc Bắc – Nam phía Đông đi qua địa phận 2 tỉnh Gia Lai và Đắk Lắk hiện đang được xây dựng.

## Thiết kế
Tuyến đường có chiều dài là 61,7 km (không tính đoạn đi trùng với hầm Cù Mông), trong đó đoạn đi qua Gia Lai dài khoảng 19,6 km và đoạn đi qua Đắk Lắk dài khoảng 42,1 km; có điểm đầu tại nút giao Quốc lộ 19, kết nối với đường cao tốc Hoài Nhơn – Quy Nhơn thuộc phường An Nhơn Nam, tỉnh Gia Lai; điểm cuối nối tiếp với đường cao tốc Chí Thạnh – Vân Phong tại nút giao Chí Thạnh thuộc địa phận xã Tuy An Bắc, tỉnh Đắk Lắk. Giai đoạn phân kì, tuyến đường có mặt cắt ngang đạt tiêu chuẩn đường cao tốc 4 làn xe không có làn dừng khẩn cấp, bố trí một số điểm dừng khẩn cấp cách quãng 4 – 5km/1 điểm, bề rộng nền đường 17m, vận tốc thiết kế 80 – 90 km/h. Giai đoạn hoàn chỉnh, đường sẽ có 6 làn xe, 2 làn dừng khẩn cấp, vận tốc thiết kế 120 km/h. Trên tuyến có hai hầm xuyên núi là hầm Sơn Triệu bắt đầu tại Km 2 + 945,5 với chiều dài hầm khoảng 575m; hầm tiếp theo là hầm Cù Mông bắt đầu tại Km 19 + 200 của dự án tại ranh giới hai tỉnh.

## Xây dựng
Tuyến đường có tổng mức đầu tư là 14.802 tỷ đồng và được khởi công vào ngày 1 tháng 1 năm 2023, dự kiến hoàn thành vào cuối năm 2025. Trước đó, hầm Cù Mông của dự án đã hoàn thành, đưa vào khai thác vào năm 2019.

## Chi tiết tuyến đường

Bảng thông tin tốc độ cao tốc (Dự kiến khi đưa vào khai thác, trừ đoạn hầm Cù Mông và đường dẫn)

### Làn xe
- 4 làn xe, có điểm dừng khẩn cấp
- Hầm Sơn Triệu: 6 làn xe, đường dẫn 6 làn xe và 2 làn dừng khẩn cấp[7]
- Hầm Cù Mông: 2 làn xe, đường dẫn 2 làn xe và 2 làn dừng khẩn cấp

### Chiều dài
- Toàn tuyến: 61,7 km (không bao gồm đoạn đi trùng với hầm Cù Mông)

### Tốc độ giới hạn
- Tối đa: 80 – 90 km/h, Tối thiểu: 60 km/h
- Hầm Cù Mông: Tối đa: 60 km/h, Tối thiểu: 40 km/h

### Đường hầm
| Tên hầm       | Vị trí                      | Chiều dài | Năm hoàn thành | Ghi chú                                                            |
| ------------- | --------------------------- | --------- | -------------- | ------------------------------------------------------------------ |
| Hầm Sơn Triệu | Km 2 + 945,5 – Km 3 + 480,5 | 575m      | 2025 (Dự kiến) |                                                                    |
| Hầm Cù Mông   | Km 19 + 200                 | 2.600m    | 2019           | Ranh giới Bình Định – Phú Yên Hoàn thiện 1 nhánh hầm ở giai đoạn 1 |

## Lộ trình chi tiết
- IC - Nút giao, JCT - Điểm lên xuống, SA - Khu vực dịch vụ (Trạm dừng nghỉ), TN - Hầm đường bộ, TG - Trạm thu phí, BR - Cầu
- Đơn vị đo khoảng cách là km.

| Ký hiệu                                                   | Tên                                                      | Khoảng cách từ đầu tuyến                                 | Kết nối                                                  | Ghi chú                                                  | Vị trí                                                   | Vị trí                                                   |
| Kết nối trực tiếp với Đường cao tốc Hoài Nhơn – Quy Nhơn  | Kết nối trực tiếp với Đường cao tốc Hoài Nhơn – Quy Nhơn | Kết nối trực tiếp với Đường cao tốc Hoài Nhơn – Quy Nhơn | Kết nối trực tiếp với Đường cao tốc Hoài Nhơn – Quy Nhơn | Kết nối trực tiếp với Đường cao tốc Hoài Nhơn – Quy Nhơn | Kết nối trực tiếp với Đường cao tốc Hoài Nhơn – Quy Nhơn | Kết nối trực tiếp với Đường cao tốc Hoài Nhơn – Quy Nhơn |
| --------------------------------------------------------- | -------------------------------------------------------- | -------------------------------------------------------- | -------------------------------------------------------- | -------------------------------------------------------- | -------------------------------------------------------- | -------------------------------------------------------- |
| 1                                                         | IC Quy Nhơn                                              | 1221.0                                                   | Quốc lộ 19                                               | Đầu tuyến đường cao tốc Đang thi công                    | Gia Lai                                                  | An Nhơn Nam                                              |
| TN                                                        | Hầm đường bộ Sơn Triệu                                   | ↓                                                        |                                                          | Đang thi công                                            | Gia Lai                                                  | Ranh giới An Nhơn Nam – Tuy Phước Tây                    |
| 2                                                         | IC Quốc lộ 19C                                           | 1237.6                                                   | Quốc lộ 19C                                              | Đang thi công                                            | Gia Lai                                                  | Tuy Phước Tây                                            |
| 3                                                         | IC Bắc Cù Mông                                           | 1240                                                     | Quốc lộ 1                                                | Đang thi công                                            | Gia Lai                                                  | Quy Nhơn Tây                                             |
| TG                                                        | Trạm thu phí Hầm Cù Mông                                 | ↓                                                        |                                                          | Chỉ thu phí ra vào hầm đường bộ Cù Mông                  | Gia Lai                                                  | Quy Nhơn Tây                                             |
| TN                                                        | Hầm đường bộ Cù Mông                                     | ↓                                                        |                                                          | Hoàn thiện 1 nhánh hầm ở giai đoạn 1                     | Ranh giới Gia Lai – Đắk Lắk                              | Ranh giới Gia Lai – Đắk Lắk                              |
| 4                                                         | IC Nam Cù Mông                                           | 1243                                                     | Quốc lộ 1                                                | Đang thi công                                            | Đắk Lắk                                                  | Xuân Lộc                                                 |
| SA                                                        | Trạm dừng nghỉ                                           | 1262.5                                                   |                                                          | Chưa thi công                                            | Đắk Lắk                                                  | Xuân Lộc                                                 |
| 5                                                         | IC Đường tỉnh 644                                        | 1264.5                                                   | Đường tỉnh 644                                           | Đang thi công                                            | Đắk Lắk                                                  | Xuân Thọ                                                 |
| -                                                         | Chí Thạnh                                                | 1287.0                                                   |                                                          | Cuối tuyến đường cao tốc Đang thi công                   | Đắk Lắk                                                  | Tuy An Bắc                                               |
| Kết nối trực tiếp với Đường cao tốc Chí Thạnh – Vân Phong |                                                          |                                                          |                                                          |                                                          |                                                          |                                                          |
| 1.000 mi = 1.609 km; 1.000 km = 0.621 mi                  |                                                          |                                                          |                                                          |                                                          |                                                          |                                                          |